# Миленко Вукићевић
Миленко Вукићевић (Светлић, Топола, 1867 − Београд, 1930) је био српски историчар и публициста.

## Биографија
Родио се у Светлићу, 1867. године, у породици Вукићевић која је основала његов завичај. Као и његов прадеда Атанасије Вукићевић, изучио је Протину школу, а после завршeњa Гимназије у Крагујевцу завршиће студије и постати професор историје. Био је познати просветни радник и историчар у Краљевини Србији Био је наставник у Пироту и у Другој београдској гимназији.
Написао је књиге „Карађорђе“, „Школе у држави Немањића“, „Знамените жене и владарке српске“ и „Знаменити Срби муслимани“. Био је лични пријатељ краља Петра Карађорђевића, коме је написао и прву монографију непосредно после његове смрти.
Умро је у Београду 1930. године.